# Lennart Lindegren

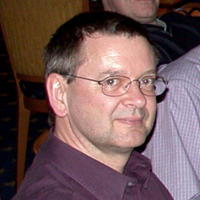
Lennart Lindegren

Lennart Lindegren (* 1950) ist ein schwedischer Astronom, bekannt für wesentliche Beiträge zu den Astrometriemissionen Hipparcos und Gaia bei der ESA.
Lindegren wurde 1980 an der Universität Lund bei Tord Elvius und Erik Høg promoviert (Dissertation: Models and methods in optical astrometry), wurde dort 2000 Professor und ist Mitglied des Observatoriums von Lund. Dort leitete er bis zum Ruhestand 2017 die Astronometrie-Gruppe.
Er war seit 1976, als er noch Student von Erik Høg war, an der Hipparcos Mission beteiligt bis zum Ende des Projekts 1997. Dabei war er sowohl am Konzept der Mission, als auch als Leiter des Datenauswertung bei der NDAC (Northern Data Analysis Consortium) wesentlich beteiligt. Die NDAC wertete die Daten gemeinsam mit der französischen FAST  (Jean Kovalevsky) aus. Anschließend schlug er mit Michael Perryman die Nachfolgemission Gaia vor, die 2000 von der ESA akzeptiert wurde und 2013 startete. Er war auch hier wesentlich am astrometrischen Entwurf beteiligt und im Data Processing and Analysis Consortium (DPAC). 
1999 erhielt er die ESA Director of Science Medal für die Hipparcos Mission (neben Lindegren für den Dänen Erik Høg  und die Franzosen Catherine Turon und Jean Kovalevsky). 2022 erhielt er gemeinsam mit Perryman den Shaw-Preis in Astronomie. Er ist seit 2010 Mitglied der Königlich Schwedischen Akademie der Wissenschaften und Ehrendoktor des Pariser Observatoriums.